# Interlands Engels voetbalelftal 1920-1929
Deze pagina toont een chronologisch en gedetailleerd overzicht van de interlands die het Engels voetbalelftal heeft gespeeld in de periode 1920 – 1929.

## Interlands

### 1920
|                                                                                       |                   |       |                                          |                                                                          |
| 15 maart British Home Championship 1919/20 № 121 «onderlinge duels» 15:30 uur (UTC+1) | Engeland          | 1 – 2 | Wales                                    | Highbury, Londen Toeschouwers: 21.180 Scheidsrechter: Alex Jackson (SCO) |
| 15 maart British Home Championship 1919/20 № 121 «onderlinge duels» 15:30 uur (UTC+1) | Charlie Buchan 7' |       | 14' (pen.) Stan Davies 35' Dick Richards | Highbury, Londen Toeschouwers: 21.180 Scheidsrechter: Alex Jackson (SCO) |

|                                                                                       |                                                                   |       |                                                        |                                                                                |
| 10 april British Home Championship 1919/20 № 122 «onderlinge duels» 15:30 uur (UTC+1) | Engeland                                                          | 5 – 4 | Schotland                                              | Hillsborough, Sheffield Toeschouwers: 35.000 Scheidsrechter: Tom Dougray (SCO) |
| 10 april British Home Championship 1919/20 № 122 «onderlinge duels» 15:30 uur (UTC+1) | Jack Cock 9' Alf Quantrill 15' Bob Kelly 57', 73' Fred Morris 67' |       | 13', 40' Tom Miller 21' Andy Wilson 31' Alex Donaldson | Hillsborough, Sheffield Toeschouwers: 35.000 Scheidsrechter: Tom Dougray (SCO) |

|                                                                                         |                               |       |         |                                                                                |
| 23 oktober British Home Championship 1920/21 № 123 «onderlinge duels» 14:45 uur (UTC+1) | Engeland                      | 2 – 0 | Ierland | Roker Park, Sunderland Toeschouwers: 22.000 Scheidsrechter: Alex Jackson (SCO) |
| 23 oktober British Home Championship 1920/21 № 123 «onderlinge duels» 14:45 uur (UTC+1) | Bob Kelly 8' Billy Walker 47' |       |         | Roker Park, Sunderland Toeschouwers: 22.000 Scheidsrechter: Alex Jackson (SCO) |

### 1921
|                                                                     |          |       |       |                                                                              |
| 14 maart British Home Championship 1920/21 № 124 «onderlinge duels» | Engeland | 0 – 0 | Wales | Ninian Park, Cardiff Toeschouwers: 12.000 Scheidsrechter: Alex Jackson (SCO) |
| 14 maart British Home Championship 1920/21 № 124 «onderlinge duels» |          |       |       | Ninian Park, Cardiff Toeschouwers: 12.000 Scheidsrechter: Alex Jackson (SCO) |

|                                                                                      |                                                     |       |          |                                                                               |
| 9 april British Home Championship 1920/21 № 125 «onderlinge duels» 15:00 uur (UTC+1) | Schotland                                           | 3 – 0 | Engeland | Hampden Park, Glasgow Toeschouwers: 100.000 Scheidsrechter: Arthur Ward (ENG) |
| 9 april British Home Championship 1920/21 № 125 «onderlinge duels» 15:00 uur (UTC+1) | Andy Wilson 20' Alan Morton 43' Andy Cunningham 53' |       |          | Hampden Park, Glasgow Toeschouwers: 100.000 Scheidsrechter: Arthur Ward (ENG) |

|                                                                     |        |                                       |          | |
| 21 mei Vriendschappelijk № 126 «onderlinge duels» 17:00 uur (UTC+1) | België | 0 – 2                                 | Engeland | Edmond Machtensstadion, Sint-Jans-Molenbeek Toeschouwers: 25.000 Scheidsrechter: Job Mutters (NED) |
| 21 mei Vriendschappelijk № 126 «onderlinge duels» 17:00 uur (UTC+1) |        | 33' Charlie Buchan 76' Harry Chambers |          | Edmond Machtensstadion, Sint-Jans-Molenbeek Toeschouwers: 25.000 Scheidsrechter: Job Mutters (NED) |

|                                                                                       |                     |       |                  |                                                                               |
| 22 oktober British Home Championship 1921/22 № 127 «onderlinge duels» 15:00 uur (UTC) | Ierland             | 1 – 1 | Engeland         | Windsor Park, Belfast Toeschouwers: 30.000 Scheidsrechter: Alex Jackson (SCO) |
| 22 oktober British Home Championship 1921/22 № 127 «onderlinge duels» 15:00 uur (UTC) | Billy Gillespie 28' |       | 33' Billy Kirton | Windsor Park, Belfast Toeschouwers: 30.000 Scheidsrechter: Alex Jackson (SCO) |

### 1922
|                                                                     |              |       |       |                                                                           |
| 13 maart British Home Championship 1921/22 № 128 «onderlinge duels» | Engeland     | 1 – 0 | Wales | Anfield, Liverpool Toeschouwers: 35.000 Scheidsrechter: Joe Forshaw (ENG) |
| 13 maart British Home Championship 1921/22 № 128 «onderlinge duels» | Bob Kelly 3' |       |       | Anfield, Liverpool Toeschouwers: 35.000 Scheidsrechter: Joe Forshaw (ENG) |

|                                                                                      |          |                 |           |                                                                               |
| 8 april British Home Championship 1921/22 № 129 «onderlinge duels» 15:00 uur (UTC+1) | Engeland | 0 – 1           | Schotland | Villa Park, Birmingham Toeschouwers: 33.646 Scheidsrechter: Tom Dougray (SCO) |
| 8 april British Home Championship 1921/22 № 129 «onderlinge duels» 15:00 uur (UTC+1) |          | 62' Andy Wilson |           | Villa Park, Birmingham Toeschouwers: 33.646 Scheidsrechter: Tom Dougray (SCO) |

|                                                                                       |                         |       |         |                                                                                   |
| 21 oktober British Home Championship 1922/23 № 130 «onderlinge duels» 14:00 uur (UTC) | Engeland                | 2 – 0 | Ierland | The Hawthorns, Birmingham Toeschouwers: 20.173 Scheidsrechter: Alex Jackson (SCO) |
| 21 oktober British Home Championship 1922/23 № 130 «onderlinge duels» 14:00 uur (UTC) | Harry Chambers 63', 86' |       |         | The Hawthorns, Birmingham Toeschouwers: 20.173 Scheidsrechter: Alex Jackson (SCO) |

### 1923
|                                                                    |                                |       |                                   |                                                                           |
| 5 maart Vriendschappelijk № 131 «onderlinge duels» 15:30 uur (UTC) | Wales                          | 2 – 2 | Engeland                          | Ninian Park, Cardiff Toeschouwers: 12.000 Scheidsrechter: Tom Bryan (ENG) |
| 5 maart Vriendschappelijk № 131 «onderlinge duels» 15:30 uur (UTC) | Fred Keenor 17' Ivor Jones 90' |       | 36' Harry Chambers 48' Vic Watson | Ninian Park, Cardiff Toeschouwers: 12.000 Scheidsrechter: Tom Bryan (ENG) |

|                                                                     |                                                                                            |       |                     |                                                                                |
| 19 maart Vriendschappelijk № 132 «onderlinge duels» 15:15 uur (UTC) | Engeland                                                                                   | 6 – 1 | België              | Arsenal Stadium, Londen Toeschouwers: 14.052 Scheidsrechter: Noel Watson (ENG) |
| 19 maart Vriendschappelijk № 132 «onderlinge duels» 15:15 uur (UTC) | Jackie Hegan 5', 40' Harry Chambers 55' David Mercer 59' Jimmy Seed 60' Norman Bullock 70' |       | 16' Honoré Vlamynck | Arsenal Stadium, Londen Toeschouwers: 14.052 Scheidsrechter: Noel Watson (ENG) |

|                                                                                     |                                     |       |                              |                                                                              |
| 14 april British Home Championship 1922/23 № 133 «onderlinge duels» 15:00 uur (UTC) | Schotland                           | 2 – 2 | Engeland                     | Hampden Park, Glasgow Toeschouwers: 71.000 Scheidsrechter: Arthur Ward (ENG) |
| 14 april British Home Championship 1922/23 № 133 «onderlinge duels» 15:00 uur (UTC) | Andy Cunningham 31' Andy Wilson 55' |       | 23' Bob Kelly 42' Vic Watson | Hampden Park, Glasgow Toeschouwers: 71.000 Scheidsrechter: Arthur Ward (ENG) |

|                                                                   |                    |       |                                                          |                                                                                   |
| 10 mei Vriendschappelijk № 134 «onderlinge duels» 15:00 uur (UTC) | Frankrijk          | 1 – 4 | Engeland                                                 | Stade Pershing, Parijs Toeschouwers: 30.000 Scheidsrechter: Charles Barette (BEL) |
| 10 mei Vriendschappelijk № 134 «onderlinge duels» 15:00 uur (UTC) | Jules Devaquez 89' |       | 9', 84' Jackie Hegan 35' Charlie Buchan 55' Norman Creek | Stade Pershing, Parijs Toeschouwers: 30.000 Scheidsrechter: Charles Barette (BEL) |

|                                                                     |                     |       |                                                             |                                                                                    |
| 21 mei Vriendschappelijk № 135 «onderlinge duels» 13:30 uur (UTC+1) | Zweden              | 2 – 4 | Engeland                                                    | Olympisch Stadion, Stockholm Toeschouwers: 12.000 Scheidsrechter: Hugo Meisl (AUT) |
| 21 mei Vriendschappelijk № 135 «onderlinge duels» 13:30 uur (UTC+1) | Harry Dahl 33', 83' |       | 22', 75' Billy Walker 25' George Thornewell 40' Jimmy Moore | Olympisch Stadion, Stockholm Toeschouwers: 12.000 Scheidsrechter: Hugo Meisl (AUT) |

|                                                                     |        |       |                                        |                                                                                     |
| 24 mei Vriendschappelijk № 136 «onderlinge duels» 19:00 uur (UTC+1) | Zweden | 1 – 3 | Engeland                               | Råsunda Idrottsplats, Solna Toeschouwers: 12.000 Scheidsrechter: Theodor Malm (SWE) |
| 24 mei Vriendschappelijk № 136 «onderlinge duels» 19:00 uur (UTC+1) | ?      |       | 32', 78' Billy Moore 58' Harold Miller | Råsunda Idrottsplats, Solna Toeschouwers: 12.000 Scheidsrechter: Theodor Malm (SWE) |

|                                                                                       |                                      |       |                  |                                                                               |
| 20 oktober British Home Championship 1923/24 № 137 «onderlinge duels» 15:00 uur (UTC) | Noord-Ierland                        | 2 – 1 | Engeland         | Windsor Park, Belfast Toeschouwers: 23.000 Scheidsrechter: Alex Jackson (SCO) |
| 20 oktober British Home Championship 1923/24 № 137 «onderlinge duels» 15:00 uur (UTC) | Billy Gillespie 20' Thomas Croft 72' |       | 15' Joe Bradford | Windsor Park, Belfast Toeschouwers: 23.000 Scheidsrechter: Alex Jackson (SCO) |

|                                                                         |                                               |       |                                   |                                                                                 |
| 1 november Vriendschappelijk № 138 «onderlinge duels» 14:30 uur (UTC+1) | België                                        | 2 – 2 | Engeland                          | Bosuilstadion, Antwerpen Toeschouwers: 40.000 Scheidsrechter: Job Mutters (NED) |
| 1 november Vriendschappelijk № 138 «onderlinge duels» 14:30 uur (UTC+1) | Rik Larnoe 7' Achille Schelstraete 75' (pen.) |       | 32' Billy Brown 80' Tommy Roberts | Bosuilstadion, Antwerpen Toeschouwers: 40.000 Scheidsrechter: Job Mutters (NED) |

### 1924
|                                                                                    |                   |       |                                  |                                                                              |
| 3 maart British Home Championship 1923/24 № 139 «onderlinge duels» 15:00 uur (UTC) | Engeland          | 1 – 2 | Wales                            | Ewood Park, Blackburn Toeschouwers: 30.000 Scheidsrechter: Noel Watson (ENG) |
| 3 maart British Home Championship 1923/24 № 139 «onderlinge duels» 15:00 uur (UTC) | Tommy Roberts 55' |       | 60' Willie Davies 63' Ted Vizard | Ewood Park, Blackburn Toeschouwers: 30.000 Scheidsrechter: Noel Watson (ENG) |

|                                                                                     |                  |       |                          |                                                                                |
| 12 april British Home Championship 1923/24 № 140 «onderlinge duels» 15:00 uur (UTC) | Engeland         | 1 – 1 | Schotland                | Wembley Stadium, Londen Toeschouwers: 37.250 Scheidsrechter: Tom Dougray (SCO) |
| 12 april British Home Championship 1923/24 № 140 «onderlinge duels» 15:00 uur (UTC) | Billy Walker 60' |       | 40' (e.d.) Edward Taylor | Wembley Stadium, Londen Toeschouwers: 37.250 Scheidsrechter: Tom Dougray (SCO) |

|                                                                     |                    |       |                                                                  |                                                                                  |
| 17 mei Vriendschappelijk № 141 «onderlinge duels» 15:30 uur (UTC+1) | Frankrijk          | 1 – 3 | Engeland                                                         | Stade Pershing, Parijs Toeschouwers: 20.000 Scheidsrechter: Willem Eijmers (NED) |
| 17 mei Vriendschappelijk № 141 «onderlinge duels» 15:30 uur (UTC+1) | Jules Devaquez 58' |       | 25' Vivian Gibbins 40' Vivian Gibbins 83' (e.d.) Édouard Baumann | Stade Pershing, Parijs Toeschouwers: 20.000 Scheidsrechter: Willem Eijmers (NED) |

|                                                                                       |                                                  |       |                     |                                                                                     |
| 22 oktober British Home Championship 1924/25 № 142 «onderlinge duels» 15:00 uur (UTC) | Engeland                                         | 3 – 1 | Noord-Ierland       | Goodison Park, Liverpool Toeschouwers: 28.000 Scheidsrechter: Peter Craigmyle (SCO) |
| 22 oktober British Home Championship 1924/25 № 142 «onderlinge duels» 15:00 uur (UTC) | Bob Kelly 13' Harry Bedford 59' Billy Walker 70' |       | 77' Billy Gillespie | Goodison Park, Liverpool Toeschouwers: 28.000 Scheidsrechter: Peter Craigmyle (SCO) |

|                                                                       |                                             |       |        |                                                                                      |
| 8 december Vriendschappelijk № 143 «onderlinge duels» 14:00 uur (UTC) | Engeland                                    | 4 – 0 | België | The Hawthorns, Birmingham Toeschouwers: 15.405 Scheidsrechter: John MacFarlane (WAL) |
| 8 december Vriendschappelijk № 143 «onderlinge duels» 14:00 uur (UTC) | Joe Bradford 17', 61' Billy Walker 60', 66' |       |        | The Hawthorns, Birmingham Toeschouwers: 15.405 Scheidsrechter: John MacFarlane (WAL) |

### 1925
|                                                                                        |                 |       |                        |                                                                            |
| 28 februari British Home Championship 1924/25 № 144 «onderlinge duels» 15:00 uur (UTC) | Wales           | 1 – 2 | Engeland               | Vetch Field, Swansea Toeschouwers: 8.000 Scheidsrechter: Jack Cahill (ENG) |
| 28 februari British Home Championship 1924/25 № 144 «onderlinge duels» 15:00 uur (UTC) | Fred Keenor 36' |       | 11', 15' Frank Roberts | Vetch Field, Swansea Toeschouwers: 8.000 Scheidsrechter: Jack Cahill (ENG) |

|                                                                                    |                           |       |          |                                                                              |
| 4 april British Home Championship 1924/25 № 145 «onderlinge duels» 15:00 uur (UTC) | Schotland                 | 2 – 0 | Engeland | Hampden Park, Glasgow Toeschouwers: 92.000 Scheidsrechter: Arthur Ward (ENG) |
| 4 april British Home Championship 1924/25 № 145 «onderlinge duels» 15:00 uur (UTC) | Hughie Gallacher 36', 85' |       |          | Hampden Park, Glasgow Toeschouwers: 92.000 Scheidsrechter: Arthur Ward (ENG) |

|                                                                     |                                   |       |                                                                     | |
| 21 mei Vriendschappelijk № 146 «onderlinge duels» 15:30 uur (UTC+1) | Frankrijk                         | 2 – 3 | Engeland                                                            | Stade Olympique de Colombes, Colombes Toeschouwers: 35.000 Scheidsrechter: Theo van Zwieteren (NED) |
| 21 mei Vriendschappelijk № 146 «onderlinge duels» 15:30 uur (UTC+1) | Jean Boyer 62' Jules Devaquez 75' |       | 23' Vivian Gibbins 46' (e.d.) Philippe Bonnardel 50' Arthur Dorrell | Stade Olympique de Colombes, Colombes Toeschouwers: 35.000 Scheidsrechter: Theo van Zwieteren (NED) |

|                                                                                       |               |       |          |                                                                                   |
| 24 oktober British Home Championship 1925/26 № 147 «onderlinge duels» 15:00 uur (UTC) | Noord-Ierland | 0 – 0 | Engeland | Windsor Park, Belfast Toeschouwers: 30.000 Scheidsrechter: George Nunnerley (ENG) |
| 24 oktober British Home Championship 1925/26 № 147 «onderlinge duels» 15:00 uur (UTC) |               |       |          | Windsor Park, Belfast Toeschouwers: 30.000 Scheidsrechter: George Nunnerley (ENG) |

### 1926
|                                                                                    |                  |       |                                        |                                                                                  |
| 1 maart British Home Championship 1925/26 № 148 «onderlinge duels» 15:00 uur (UTC) | Engeland         | 1 – 3 | Wales                                  | Selhurst Park, Londen Toeschouwers: 23.000 Scheidsrechter: William Russell (ENG) |
| 1 maart British Home Championship 1925/26 № 148 «onderlinge duels» 15:00 uur (UTC) | Billy Walker 47' |       | 43', 57' Jack Fowler 56' Willie Davies | Selhurst Park, Londen Toeschouwers: 23.000 Scheidsrechter: William Russell (ENG) |

|                                                                                     |          |                  |           |                                                                                |
| 17 april British Home Championship 1925/26 № 149 «onderlinge duels» 15:00 uur (UTC) | Engeland | 0 – 1            | Schotland | Old Trafford, Stretford Toeschouwers: 49.429 Scheidsrechter: Tom Dougray (SCO) |
| 17 april British Home Championship 1925/26 № 149 «onderlinge duels» 15:00 uur (UTC) |          | 36' Alex Jackson |           | Old Trafford, Stretford Toeschouwers: 49.429 Scheidsrechter: Tom Dougray (SCO) |

|                                                                     |                                       |       |                                                             |                                                                                            |
| 24 mei Vriendschappelijk № 150 «onderlinge duels» 16:30 uur (UTC+1) | België                                | 3 – 5 | Engeland                                                    | Olympisch Stadion, Antwerpen Toeschouwers: 33.000 Scheidsrechter: Heinrich Retschury (AUT) |
| 24 mei Vriendschappelijk № 150 «onderlinge duels» 16:30 uur (UTC+1) | Ivan Thys 17' Raymond Braine 51', 58' |       | 15', 78', 86' Frank Osborne 52' Tosh Johnson 88' Joe Carter | Olympisch Stadion, Antwerpen Toeschouwers: 33.000 Scheidsrechter: Heinrich Retschury (AUT) |

|                                                                                       |                                                   |       |                                                    |                                                                             |
| 20 oktober British Home Championship 1926/27 № 151 «onderlinge duels» 15:00 uur (UTC) | Engeland                                          | 3 – 3 | Noord-Ierland                                      | Anfield, Liverpool Toeschouwers: 18.000 Scheidsrechter: Evan Sambrook (WAL) |
| 20 oktober British Home Championship 1926/27 № 151 «onderlinge duels» 15:00 uur (UTC) | George Brown 8' Joe Spence 48' Norman Bullock 80' |       | 5' Billy Gillespie 45' Hugh Davey 51' Bobby Irvine | Anfield, Liverpool Toeschouwers: 18.000 Scheidsrechter: Evan Sambrook (WAL) |

### 1927
|                                                                                        |                                                     |       |                                      |                                                                                   |
| 12 februari British Home Championship 1926/27 № 152 «onderlinge duels» 15:00 uur (UTC) | Wales                                               | 3 – 3 | Engeland                             | Racecourse Ground, Wrexham Toeschouwers: 16.000 Scheidsrechter: Albert Fogg (ENG) |
| 12 februari British Home Championship 1926/27 № 152 «onderlinge duels» 15:00 uur (UTC) | Len Davies 13' Len Davies 36' (pen.) Wilf Lewis 60' |       | 11', 63' Billy Dean 17' Billy Walker | Racecourse Ground, Wrexham Toeschouwers: 16.000 Scheidsrechter: Albert Fogg (ENG) |

|                                                                                    |                 |       |                     |                                                                               |
| 2 april British Home Championship 1926/27 № 153 «onderlinge duels» 15:00 uur (UTC) | Schotland       | 1 – 2 | Engeland            | Hampden Park, Glasgow Toeschouwers: 111.214 Scheidsrechter: Arthur Ward (ENG) |
| 2 april British Home Championship 1926/27 № 153 «onderlinge duels» 15:00 uur (UTC) | Alan Morton 48' |       | 65', 88' Billy Dean | Hampden Park, Glasgow Toeschouwers: 111.214 Scheidsrechter: Arthur Ward (ENG) |

|                                                                     |                        |       |                                                                                              |                                                                                              |
| 11 mei Vriendschappelijk № 154 «onderlinge duels» 17:00 uur (UTC+1) | België                 | 1 – 9 | Engeland                                                                                     | Stade à Molenbeek-Saint-Jean, Brussel Toeschouwers: 35.000 Scheidsrechter: Job Mutters (NED) |
| 11 mei Vriendschappelijk № 154 «onderlinge duels» 17:00 uur (UTC+1) | Florimond Vanhalme 80' |       | 11', 34' George Brown 17' Joe Hulme 29', 53' Arthur Rigby 47', 70' Billy Dean 63' Louis Page | Stade à Molenbeek-Saint-Jean, Brussel Toeschouwers: 35.000 Scheidsrechter: Job Mutters (NED) |

|                                                                     |                                     |       |                                                       |                                                                                             |
| 21 mei Vriendschappelijk № 155 «onderlinge duels» 18:15 uur (UTC+1) | Luxemburg                           | 2 – 5 | Engeland                                              | Stade de la Frontière, Esch-sur-Alzette Toeschouwers: 3.789 Scheidsrechter: Paul Putz (BEL) |
| 21 mei Vriendschappelijk № 155 «onderlinge duels» 18:15 uur (UTC+1) | Adolphe Hubert 12' Léon Lefèvre 13' |       | 18', 65', 72' Billy Dean 35' Bob Kelly 86' Sid Bishop | Stade de la Frontière, Esch-sur-Alzette Toeschouwers: 3.789 Scheidsrechter: Paul Putz (BEL) |

|                                                                     |           |                                                                                   |          |                                                                                              |
| 26 mei Vriendschappelijk № 156 «onderlinge duels» 15:00 uur (UTC+1) | Frankrijk | 0 – 6                                                                             | Engeland | Stade Olympique de Colombes, Colombes Toeschouwers: 25.000 Scheidsrechter: Henri Maeck (BEL) |
| 26 mei Vriendschappelijk № 156 «onderlinge duels» 15:00 uur (UTC+1) |           | 4', 50' George Brown 24', 75' Billy Dean 55' (e.d.) André Rollet 87' Arthur Rigby |          | Stade Olympique de Colombes, Colombes Toeschouwers: 25.000 Scheidsrechter: Henri Maeck (BEL) |

|                                                                                       |                                            |       |          |                                                                              |
| 22 oktober British Home Championship 1927/28 № 157 «onderlinge duels» 15:00 uur (UTC) | Noord-Ierland                              | 2 – 0 | Engeland | Windsor Park, Belfast Toeschouwers: 30.000 Scheidsrechter: Tom Dougray (SCO) |
| 22 oktober British Home Championship 1927/28 № 157 «onderlinge duels» 15:00 uur (UTC) | Herbert Jones 36' (e.d.) Jackie Mahood 72' |       |          | Windsor Park, Belfast Toeschouwers: 30.000 Scheidsrechter: Tom Dougray (SCO) |

|                                                                                        |                        |       |                                     |                                                                           |
| 28 november British Home Championship 1927/28 № 158 «onderlinge duels» 14:30 uur (UTC) | Engeland               | 1 – 2 | Wales                               | Turf Moor, Burnley Toeschouwers: 32.089 Scheidsrechter: Willie Bell (SCO) |
| 28 november British Home Championship 1927/28 № 158 «onderlinge duels» 14:30 uur (UTC) | Fred Keenor 79' (e.d.) |       | 22' Wilf Lewis 40' (e.d.) Jack Hill | Turf Moor, Burnley Toeschouwers: 32.089 Scheidsrechter: Willie Bell (SCO) |

### 1928
|                                                                                     |               |       |                                               |                                                                                |
| 31 maart British Home Championship 1927/28 № 159 «onderlinge duels» 15:00 uur (UTC) | Engeland      | 1 – 5 | Schotland                                     | Wembley Stadium, Londen Toeschouwers: 80.868 Scheidsrechter: Willie Bell (SCO) |
| 31 maart British Home Championship 1927/28 № 159 «onderlinge duels» 15:00 uur (UTC) | Bob Kelly 89' |       | 3', 65', 86' Alex Jackson 44', 67' Alex James | Wembley Stadium, Londen Toeschouwers: 80.868 Scheidsrechter: Willie Bell (SCO) |

|                                                                     |                     |       |                                                                                |                                                                                                 |
| 17 mei Vriendschappelijk № 160 «onderlinge duels» 15:00 uur (UTC+1) | Frankrijk           | 1 – 5 | Engeland                                                                       | Stade olympique Yves-du-Manoir, Colombes Toeschouwers: 40.000 Scheidsrechter: Adolf Miesz (AUT) |
| 17 mei Vriendschappelijk № 160 «onderlinge duels» 15:00 uur (UTC+1) | Marcel Langiller 2' |       | 21' George Stephenson 23' David Jack 27', 64' Billy Dean 80' George Stephenson | Stade olympique Yves-du-Manoir, Colombes Toeschouwers: 40.000 Scheidsrechter: Adolf Miesz (AUT) |

|                                                                     |                             |       |                                        |                                                                                            |
| 19 mei Vriendschappelijk № 161 «onderlinge duels» 16:30 uur (UTC+1) | België                      | 1 – 3 | Engeland                               | Olympisch Stadion, Antwerpen Toeschouwers: 25.000 Scheidsrechter: Heinrich Retschury (AUT) |
| 19 mei Vriendschappelijk № 161 «onderlinge duels» 16:30 uur (UTC+1) | Jacques Moeschal 25' (pen.) |       | 35', 64' Billy Dean 66' Vince Matthews | Olympisch Stadion, Antwerpen Toeschouwers: 25.000 Scheidsrechter: Heinrich Retschury (AUT) |

|                                                                       |                              |       |                  |                                                                                   |
| 22 oktober British Home Championship 1928/29 № 162 «onderlinge duels» | Engeland                     | 2 – 1 | Noord-Ierland    | Goodison Park, Liverpool Toeschouwers: 25.000 Scheidsrechter: Evan Sambrook (WAL) |
| 22 oktober British Home Championship 1928/29 № 162 «onderlinge duels» | Joe Hulme 26' Billy Dean 77' |       | 32' Joe Bambrick | Goodison Park, Liverpool Toeschouwers: 25.000 Scheidsrechter: Evan Sambrook (WAL) |

|                                                                                        |                                 |       |                                    |                                                                             |
| 17 november British Home Championship 1928/29 № 163 «onderlinge duels» 15:00 uur (UTC) | Engeland                        | 2 – 3 | Wales                              | Vetch Field, Swansea Toeschouwers: 22.000 Scheidsrechter: Willie Bell (SCO) |
| 17 november British Home Championship 1928/29 № 163 «onderlinge duels» 15:00 uur (UTC) | Jack Fowler 56' Fred Keenor 88' |       | 11', 25' Joe Hulme 86' Ernest Hine | Vetch Field, Swansea Toeschouwers: 22.000 Scheidsrechter: Willie Bell (SCO) |

### 1929
|                                                                                     |                 |       |          |                                                                                  |
| 13 april British Home Championship 1928/29 № 164 «onderlinge duels» 15:00 uur (UTC) | Schotland       | 1 – 0 | Engeland | Hampden Park, Glasgow Toeschouwers: 110.512 Scheidsrechter: Arnold Josephs (ENG) |
| 13 april British Home Championship 1928/29 № 164 «onderlinge duels» 15:00 uur (UTC) | Alex Cheyne 90' |       |          | Hampden Park, Glasgow Toeschouwers: 110.512 Scheidsrechter: Arnold Josephs (ENG) |

|                                                                    |                    |       |                                             |                                                                                                 |
| 9 mei Vriendschappelijk № 165 «onderlinge duels» 15:00 uur (UTC+1) | Frankrijk          | 1 – 4 | Engeland                                    | Stade olympique Yves-du-Manoir, Colombes Toeschouwers: 35.000 Scheidsrechter: Louis Baert (BEL) |
| 9 mei Vriendschappelijk № 165 «onderlinge duels» 15:00 uur (UTC+1) | Jules Devaquez 54' |       | 35', 68' Edgar Kail 59', 86' George Camsell | Stade olympique Yves-du-Manoir, Colombes Toeschouwers: 35.000 Scheidsrechter: Louis Baert (BEL) |

|                                                                     |                      |       |                                                    |                                                                                   |
| 11 mei Vriendschappelijk № 166 «onderlinge duels» 17:00 uur (UTC+1) | België               | 1 – 5 | Engeland                                           | Stade de la Butte, Vorst Toeschouwers: 30.000 Scheidsrechter: Achilles Gama (ITA) |
| 11 mei Vriendschappelijk № 166 «onderlinge duels» 17:00 uur (UTC+1) | Jacques Moeschal 88' |       | 32', 34', 37' (pen.) George Camsell 64' Joe Carter | Stade de la Butte, Vorst Toeschouwers: 30.000 Scheidsrechter: Achilles Gama (ITA) |

|                                                                     |                                                          |       |                                      |                                                                                        |
| 15 mei Vriendschappelijk № 167 «onderlinge duels» 17:00 uur (UTC+1) | Spanje                                                   | 4 – 3 | Engeland                             | Estadio Metropolitano, Madrid Toeschouwers: 45.000 Scheidsrechter: John Langenus (BEL) |
| 15 mei Vriendschappelijk № 167 «onderlinge duels» 17:00 uur (UTC+1) | Gaspar Rubio 35', 80' Jaime Lazcano 40' Seve Goiburu 83' |       | 13', 20' Joe Carter 50' Joe Bradford | Estadio Metropolitano, Madrid Toeschouwers: 45.000 Scheidsrechter: John Langenus (BEL) |

|                                                                                       |               |                                         |          |                                                                            |
| 19 oktober British Home Championship 1929/30 № 168 «onderlinge duels» 15:00 uur (UTC) | Noord-Ierland | 0 – 3                                   | Engeland | Windsor Park, Belfast Toeschouwers: 37.000 Scheidsrechter: Tom Small (SCO) |
| 19 oktober British Home Championship 1929/30 № 168 «onderlinge duels» 15:00 uur (UTC) |               | 37' Ernest Hine 42', 80' George Camsell |          | Windsor Park, Belfast Toeschouwers: 37.000 Scheidsrechter: Tom Small (SCO) |

|                                                                                        |                                                                    |       |       |                                                                                  |
| 20 november British Home Championship 1929/30 № 169 «onderlinge duels» 14:30 uur (UTC) | Engeland                                                           | 6 – 0 | Wales | Windsor Park, Belfast Toeschouwers: 32.945 Scheidsrechter: William McClean (NIR) |
| 20 november British Home Championship 1929/30 № 169 «onderlinge duels» 14:30 uur (UTC) | Tosh Johnson 12', 65' George Camsell 16', 61', 75' Hugh Adcock 70' |       |       | Windsor Park, Belfast Toeschouwers: 32.945 Scheidsrechter: William McClean (NIR) |

FA · A-internationals · Selecties · Bondscoaches · Engels vrouwenelftal · Brits olympisch elftal · Engeland -21 · Engeland -20 · Engeland -19 · Engeland -18 · Engeland -17 · Engeland -16 · Vrouwen -17
1872 – 1899 ·
1900 – 1919 ·
1920 – 1929 ·
1930 – 1939 ·
1940 – 1949 ·
1950 – 1959 ·
1960 – 1969 ·
1970 – 1979 ·
1980 – 1989 ·
1990 – 1999 ·
2000 – 2009 ·
2010 – 2019 ·
2020 − 2029
EK's: 1968 ·
1980 ·
1988 ·
1992 ·
1996 ·
2000 ·
2004 ·
2012 · 
2016 · 
2020 · 
2024
WK's: 1950 ·
1954 ·
1958 ·
1962 ·
1966 ·
1970 ·
1982 ·
1986 ·
1990 ·
1998 ·
2002 ·
2006 ·
2010 ·
2014 ·
2018 · 
2022
Albanië ·
Algerije ·
Andorra ·
Argentinië ·
Australië ·
Azerbeidzjan ·
België ·
Bosnië en Herzegovina ·
Brazilië ·
Bulgarije ·
Canada ·
Chili ·
China ·
Colombia ·
Costa Rica ·
Cyprus ·
Denemarken ·
DDR · 
Duitsland ·
Ecuador ·
Egypte ·
Estland ·
Finland ·
Frankrijk ·
Georgië ·
Ghana ·
GOS ·
Griekenland ·
Honduras ·
Hongarije ·
Ierland ·
IJsland · 
Iran ·
Israël ·
Italië ·
Ivoorkust ·
Jamaica ·
Japan ·
Joegoslavië ·
Kameroen ·
Kazachstan ·
Koeweit ·
Kosovo ·
Kroatië ·
Liechtenstein ·
Litouwen ·
Luxemburg ·
Maleisië ·
Malta ·
Marokko ·
Mexico ·
Moldavië ·
Montenegro ·
Nederland ·
Nieuw-Zeeland ·
Nigeria ·
Noord-Ierland ·
Noord-Macedonië ·
Noorwegen ·
Oekraïne ·
Oostenrijk ·
Panama · 
Paraguay ·
Peru · 
Polen ·
Portugal ·
Roemenië ·
Rusland ·
San Marino · 
Saoedi-Arabië ·
Schotland ·
Senegal ·
Servië ·
Servië en Montenegro · 
Slovenië ·
Slowakije ·
Sovjet-Unie ·
Spanje ·
Trinidad en Tobago ·
Tsjechië ·
Tsjecho-Slowakije ·
Tunesië ·
Turkije ·
Uruguay ·
Verenigde Staten ·
Wales ·
Wit-Rusland ·
Zuid-Afrika ·
Zuid-Korea ·
Zweden ·
Zwitserland
Algerije (2010) · 
Argentinië (1986) · 
Argentinië (1998) · 
Argentinië (2002) · 
België (1990) · 
België (2018, 1) · 
België (2018, 2) · 
Brazilië (2002) · 
Colombia (1998) ·
Colombia (2018) ·
Costa Rica (2014) ·
Denemarken (2002) ·
Denemarken (2021) · 
Duitsland (2000) ·
Duitsland (2010) ·
Duitsland (2021) ·
Ecuador (2006) ·
Egypte (1990) ·
Frankrijk (1982) ·
Frankrijk (2012) ·
Frankrijk (2022) ·
Ierland (1990) · 
IJsland (2016) ·
Italië (1990) · 
Italië (2012) · 
Italië (2014) · 
Italië (2021) · 
Kameroen (1990) · 
Koeweit (1982) · 
Kroatië (2018) ·
Kroatië (2021) · 
Marokko (1986) · 
Nederland (1990) · 
Nigeria (2002) · 
Oekraïne (2012) · 
Oekraïne (2021) ·
Panama (2018) · 
Paraguay (1986) · 
Paraguay (2006) · 
Polen (1986) · 
Portugal (1986) · 
Portugal (2000) · 
Portugal (2006) · 
Roemenië (1998) ·
Roemenië (2000) ·
Rusland (2016) ·
Schotland (2021) ·
Senegal (2022) ·
Slovenië (2010) ·
Slowakije (2016) ·
Spanje (1982) ·
Spanje (2024) ·
Trinidad en Tobago (2006) ·
Tsjechië (2021) ·
Tsjecho-Slowakije (1982) ·
Tunesië (1998) ·
Tunesië (2018) ·
Uruguay (2014) ·
Verenigde Staten (2010) ·
Wales (2016) · 
West-Duitsland (1966) ·
West-Duitsland (1982) ·
West-Duitsland (1990) ·
Zweden (2002) ·
Zweden (2006) · 
Zweden (2012)
België · Bulgarije · Denemarken · Duitsland · Engeland · Estland · Finland · Frankrijk · Griekenland · Hongarije · Ierland · Italië · Joegoslavië · Letland · Litouwen · Luxemburg · Nederland · Noord-Ierland · Noorwegen · Oostenrijk · Polen · Portugal · Roemenië · Schotland · Sovjet-Unie · Spanje · Tsjecho-Slowakije · Turkije · Wales · Zweden · Zwitserland